# Indotestudo
Indotestudo és un gènere de tortugues terrestres de la família Testudinidae, pròpies del sud-est asiàtic.

## Taxonomia
El gènere Indotestudo inclou tres espècies:
- Indotestudo elongata - tortuga elongada
- Indotestudo forstenii- tortuga selvàtica
- Indotestudo travancorica - tortuga de Travancore